# Halle–Ingooigem

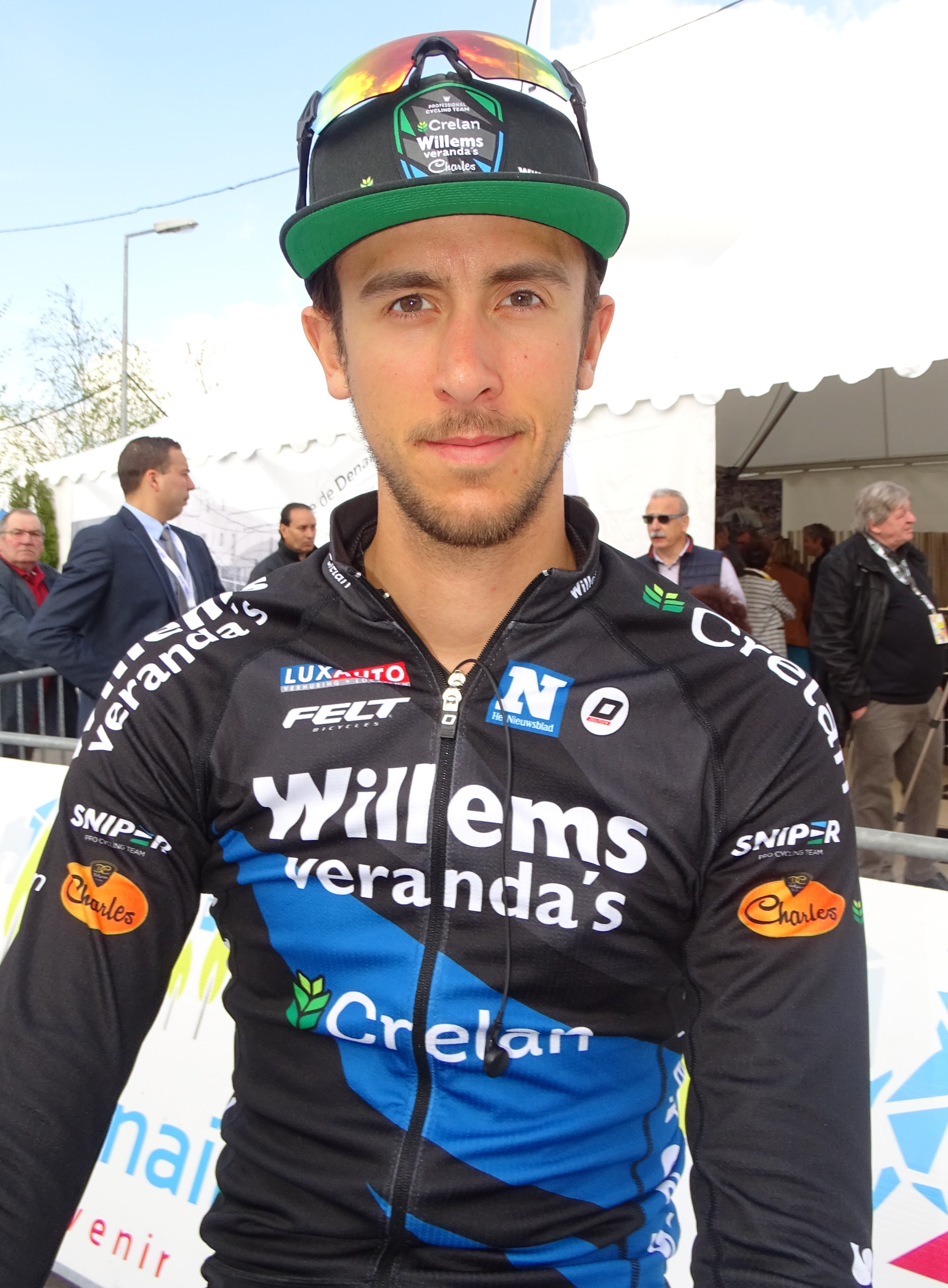
Dries De Bondt, den siste vinnaren av Halle–Ingooigem.

Halle–Ingooigem, till och med 2005 kallat Bruxelles–Ingooigem, var ett belgiskt endagslopp i landsvägscykling vars första upplaga avhölls 1945. När UCI Europe Tour instiftades 2005 inkluderades loppet i denna med klassificeringen 1.1 och samtidigt flyttades starten från Bryssel till Halle (namnet ändrades året efter flytten). Målorten Ingooigem är en del av kommunen Anzegem. Loppet har ej arrangerats sedan 2019: 2020 ställdes det in på grund av att det kolliderade med belgiska mästerskapen som skulle använda samma vägar samtidigt, 2021 på grund av  coronapandemin och 2022 på grund av ekonomiska problem. 2023 meddelades att loppet "försvinner från tävlingskalendern" och ersätts av ett nytt lopp, "De Grote Prijs van de stad Halle", med klassificeringen 1.2. Den första upplagan av detta nya lopp ställdes dock in. Ett nytt försök att köra Grote Prijs Stad Halle är inplanerat den 8 september 2024.
Halle-Ingooigem inleddes med en cirka 110 kilometer lång rutt från Halle, som inkluderade tuffa stigningar i Ardennerna (som exempelvis Kruisberg och Kanarieberg, rutten varierade från år till år), och avslutades med en varvbana kring Ingooigem. Totallängden varierade från 180 till 200 km.
2023 och 2024 har ett motionslopp, Halle Ingooigem voor Wielertoeristen ("Halle Ingooigem för cykelturister"), arrangerats.

## Podieplaceringar
| År                      | Vinnare                | Tvåa                      | Trea                |          |
| ----------------------- | ---------------------- | ------------------------- | ------------------- | -------- |
| Bruxelles-Ingooigem     |                        |                           |                     |          |
| 1945                    | Rik Van Steenbergen    | Briek Schotte             | Albert Sercu        |          |
| 1946                    | Edward Van Dijck       | Briek Schotte             | Roger Cnockaert     |          |
| 1947                    | Ernest Sterckx         | Maurice Van Herzele       | Gerrit Schulte      |          |
| 1948-1950 Ej arrangerat |                        |                           |                     |          |
| 1951                    | Maurice Blomme         | Roger De Corte            | Lucien Mathys       |          |
| 1952                    | Germain Derycke        | Roger Decock              | Maurice Mollin      |          |
| 1953                    | Jan De Valck           | André Declerck            | Gabriel Lameire     |          |
| 1954                    | Valère Ollivier        | Jan De Valck Roger Decock |                     |          |
| 1955                    | Roger Decock           | Maurice Joye              | Maurice Blomme      |          |
| 1956                    | Jozef Schils           | Rik Luyten                | Germain Derycke     |          |
| 1957                    | Leon Van Daele         | Jozef Schils              | Willy Truye         |          |
| 1958                    | Louis Proost           | Leon Van Daele            | André Noyelle       |          |
| 1959                    | Noël Foré              | Willy Schroeders          | Oswald Declercq     |          |
| 1960                    | Oswald Declercq        | Gustaaf Van Vaerenbergh   | Willy Haelterman    |          |
| 1961                    | Georges Decraeye       | Roger De Coninck          | Roger Coppens       |          |
| 1962                    | Benoni Beheyt          | Gilbert Desmet            | Jef Planckaert      |          |
| 1963                    | Willy Schroeders       | Louis Proost              | Georges Decraeye    |          |
| 1964                    | Walter Boucquet        | Theo Mertens              | Arthur Decabooter   |          |
| 1965                    | Willy Bocklant         | Benoni Beheyt             | Carmine Preziosi    |          |
| 1966                    | Herman Vanspringel     | Lionel Van Damme          | Albert Lacroix      |          |
| 1967                    | Daniel Van Ryckeghem   | Bernard Van De Kerckhove  | Raymond Steegmans   |          |
| 1968                    | Romain Furnière        | Etienne Buysse            | Rik Van Looy        |          |
| 1969                    | Roger De Vlaeminck     | Victor Van Schil          | Etienne Sonck       |          |
| 1970                    | Herman Vrijders        | Jos Deschoenmaecker       | Marc De Block       |          |
| 1971                    | Noël Van Clooster      | Roger Swerts              | Eric Leman          |          |
| 1972                    | Tony Gakens            | Eddy Verstraeten          | Dirk Baert          |          |
| 1973                    | Wilfried David         | Julien Van Geebergen      | Roger Vershaeve     |          |
| 1974                    | Patrick Sercu          | Willy Van Malderghem      | Ronny De Bisschop   |          |
| 1975                    | Marc Meernhout         | Willy Teirlinck           | Dirk Baert          |          |
| 1976                    | Jos Jacobs             | Serge Vandaele            | Pol Verschuere      |          |
| 1977                    | Walter Planckaert      | Willy Teirlinck           | Frans Van Looy      |          |
| 1978                    | Dirk Baert             | Ferdinand Bracke          | Jacques Martin      |          |
| 1979                    | Emiel Gysemans         | Walter Dalgal             | Lucien Van Impe     |          |
| 1980                    | Frans Van Looy         | Jan Bogaert               | Patrick Devos       |          |
| 1981                    | Paul Wellens           | Eddy Verstraeten          | Willy Scheers       |          |
| 1982                    | Jos Schipper           | Alain Desaever            | Willem Peeters      |          |
| 1983                    | Eddy Planckaert        | Ludo Frijns               | Willy Teirlinck     |          |
| 1984                    | Willy Teirlinck        | Luc Meersman              | Dirk Baert          |          |
| 1985                    | Eddy Vanhaerens        | William Tackaert          | Marc Van Geel       |          |
| 1986                    | Eric Vanderaerden      | Eddy Planckaert           | Eddy Vanhaerens     |          |
| 1987                    | Dirk Clarysse          | Johan Capiot              | Yvan Lamote         |          |
| 1988                    | Gino De Backer         | Jan Bogaert               | Marnix Lameire      |          |
| 1989                    | Hendrik Redant         | Patrick Tolhoek           | Nico Emonds         |          |
| 1990                    | Ludo Giesberts         | Michel Vermote            | Gino De Backer      |          |
| 1991                    | Patrick Van Roosbroeck | Hendrik Redant            | Ivan Romanov        |          |
| 1992                    | David Windels          | Didier Priem              | Patrick Evenepoel   |          |
| 1993                    | Johan Devos            | Kurt Verleden             | Peter De Frenne     |          |
| 1994                    | Eric Van Lancker       | Ludo Dierckxsens          | Wim Omloop          |          |
| 1995                    | Frank Corvers          | Eric De Clercq            | Pascal Elaut        |          |
| 1996                    | Erwin Thijs            | Willy Willems             | Jans Koerts         |          |
| 1997                    | Michel Vanhaecke       | Davy Dubbeldam            | Ronny Assez         |          |
| 1998                    | Sergej Ivanov          | Geert Van Bondt           | Frank Høj           |          |
| 1999                    | Wim Omloop             | Jurgen Vermeersch         | Tom Stremersch      |          |
| 2000                    | Hans De Clercq         | Wim Omloop                | Gert Vanderaerden   |          |
| 2001                    | Bert Roesems           | Gordon McCauley           | Mindaugas Goncaras  |          |
| 2002                    | Danny Daelman          | Jan van Velzen            | Andy Cappelle       |          |
| 2003                    | Jans Koerts            | Jan Kuyckx                | Ruud Aerts          |          |
| 2004                    | Steven Caethoven       | Bert De Waele             | Gorik Gardeyn       |          |
| 2005                    | Bert Roesems           | Nico Sijmens              | Johnny Hoogerland   |          |
| Halle-Ingooigem         |                        |                           |                     |          |
| 2006                    | Baden Cooke            | Jan Kuyckx                | Sébastien Rosseler  |          |
| 2007                    | Janek Tombak           | Christian Murro           | Maarten Wynants     |          |
| 2008                    | Gert Steegmans         | Luke Roberts              | Stuart Shaw         |          |
| 2009                    | Jurgen Van De Walle    | Mitchell Docker           | Gene Bates          |          |
| 2010                    | Jurgen Van De Walle    | Arnoud van Groen          | Greg Van Avermaet   |          |
| 2011                    | Roy Curvers            | Pieter Jacobs             | Gianni Meersman     |          |
| 2012                    | Nacer Bouhanni         | Arnaud Démare             | Tom Veelers         |          |
| 2013                    | Kenny Dehaes           | Luka Mezgec               | Nacer Bouhanni      |          |
| 2014                    | Arnaud Démare          | Kris Boeckmans            | Michael Van Staeyen |          |
| 2015                    | Nacer Bouhanni         | Kris Boeckmans            | Edward Theuns       |          |
| 2016                    | Dries De Bondt         | Jens Keukeleire           | Edward Theuns       |          |
| 2017                    | Arnaud Démare          | Edward Theuns             | Iljo Keisse         |          |
| 2018                    | Danny van Poppel       | Fabio Jakobsen            | Sean De Bie         |          |
| 2019                    | Dries De Bondt         | Piotr Havik               | Philippe Gilbert    |          |
| 2021                    | inställt               | inställt                  | inställt            | inställt |
| 2022                    | inställt               | inställt                  | inställt            | inställt |